# HTC Rezound
El HTC Rezound es un teléfono inteligente desarrollado por HTC y vendido a través de Verizon. Junto con el Galaxy Nexus y el Droid RAZR, se esperaba que fuese un gran competidor del iPhone 4S. Fue estrenado el 14 de noviembre de 2011. Es también el primer teléfono en usar la tecnología de Beats Audio y viene con un par especial de los audífonos iBeats con auriculares negros y cable rojo de Beats by Dr. Dre's.
Antes de su lanzamiento, se rumoraba que el teléfono sería el reemplazo del ThunderBolt, e incluso fue apodado "Thunderbolt 2" entre su comunidad de fanes. El HTC Rezound es el segundo teléfono disponible de Verizon Wireless que permite navegar y hablar simultáneamente sobre su red 4G LTE. Esta característica es posible gracias a la duplicación de ciertas funciones entre el Qualcomm Snapdragon S3 MSM8660 SoC (System on Chip) y el Qualcomm MSM9600 módem chip. El Snapdragon SoC CDMA2000 provee todas las funciones, incluyendo datos y voz, mientras que el MSM9600 duplica la funcionalidad de datos del CDMA2000 con la adición de la funcionalidad del LTE, derivado del GSM.Esto también le dio al HTC Rezound la capacidad de navegar y hablar en entornos de red 3G. El teléfono posee una pantalla de 4.3 pulgadas y de resolución 1280x720, y junto con el Sony Xperia S, fue el teléfono con la mayor densidad de píxeles lanzado hasta el momento (342 PPI) hasta la llegada del HTC Butterfly/Droid DNA con una pantalla de 5 pulgadas y 1920x1080 de resolución (440 PPI).
El 2 de agosto de 2012, Verizon Wireless oficialmente anunció la actualización a Android 4.0 (Ice Cream Sandwich) para el HTC Rezound. La actualización, que constaba de Android 4.0.3 con Sense 3.6 estuvo disponible para los usuarios desde ese mismo día.
El 13 de noviembre de 2012, Verizon Wireless anunció el Droid DNA, un variante del HTC Butterfly con una pantalla de 5 pulgadas y una resolución de 1920x1080. Aun cuando no fue un reemplazo directo del Rezound, este dispositivo fue diseñado de forma similar y tomó su lugar como el dispositivo insignia de venta ofrecido a Verizon por HTC. El HTC Rezound fue descontinuado poco después.